# Поверхневий інтеграл

Визначення поверхневого інтегралу спирається на розбиття поверхні на малі елементи

У математиці поверхне́вий інтегра́л — це визначений інтеграл, котрий береться по поверхні (яка може бути зігнутою множиною в просторі); його можна розглядати як подвійний інтегральний аналог лінійного інтегралу. З огляду на поверхні, можна інтегрувати скалярні поля (тобто функції, які повертають числа як значення) і векторні поля (тобто функції, які повертають вектори як значення).
Поверхневі інтеграли мають застосування у фізиці, зокрема в класичній теорії електромагнетизму.

## Поверхневі інтеграли
Шмат поверхні {\displaystyle S}, заданий у параметричні формі: {\displaystyle x=x(u,v)}, {\displaystyle y=y(u,v)}, {\displaystyle z=z(u,v)}, причому {\displaystyle (u,v)} пробігають деяку область {\displaystyle \Gamma } площини, називається гладким, якщо різні пари значень {\displaystyle (u,v)} дають різні точки {\displaystyle S}, часткові похідні функцій {\displaystyle x=x(u,v)}, {\displaystyle y=y(u,v)}, {\displaystyle z=z(u,v)} неперервні і завжди
{\displaystyle A^{2}+B^{2}+C^{2}>0,} де
{\displaystyle A={\begin{vmatrix}{\partial y \over \partial u}&{\partial y \over \partial v}\\{\partial z \over \partial u}&{\partial z \over \partial v}\\\end{vmatrix}},\qquad B={\begin{vmatrix}{\partial z \over \partial u}&{\partial z \over \partial v}\\{\partial x \over \partial u}&{\partial x \over \partial v}\\\end{vmatrix}},\qquad C={\begin{vmatrix}{\partial x \over \partial u}&{\partial x \over \partial v}\\{\partial y \over \partial u}&{\partial y \over \partial v}\\\end{vmatrix}}.}
Якщо поверхня {\displaystyle S} складається з скінченного числа гладких кусків поверхні, то {\displaystyle S} називається кусково гладкою.
Гладка поверхня {\displaystyle S} називається двосторонньою, якщо при обході кожної замкнутої кривої на {\displaystyle S}, виходячи з будь-якої точки {\displaystyle M_{0}} на {\displaystyle S}, повертаємося в початкове положення з напрямом нормалі, вибраним в {\displaystyle M_{0}}. Обидві сторони двосторонньої поверхні можуть бути, таким чином, охарактеризовані напрямом відповідних нормалей. Односторонньою поверхнею є, наприклад, лист Мебіуса. Усюди надалі під поверхнею розуміється двостороння поверхня.

## Площа гладкої поверхні
Хай поверхня {\displaystyle S} задана параметрично: {\displaystyle x=x(u,v)}, {\displaystyle y=y(u,v)}, {\displaystyle z=z(u,v)}, причому {\displaystyle u} і {\displaystyle v} пробігають деяку область {\displaystyle \Gamma } площини {\displaystyle u}, {\displaystyle v}. Тоді площа {\displaystyle S} поверхні визначається поверхневим інтегралом
{\displaystyle \iint \limits _{\Gamma }{\sqrt {EG-F^{2}}}\,\mathrm {d} u\,\mathrm {d} v}, де
{\displaystyle E={\left({\frac {\partial x}{\partial u}}\right)}^{2}+{\left({\frac {\partial y}{\partial u}}\right)}^{2}+{\left({\frac {\partial z}{\partial u}}\right)}^{2}},
{\displaystyle F={\partial x \over \partial u}{\partial x \over \partial v}+{\partial y \over \partial u}{\partial y \over \partial v}+{\partial z \over \partial u}{\partial z \over \partial v}},
{\displaystyle G={\left({\frac {\partial x}{\partial v}}\right)}^{2}+{\left({\frac {\partial y}{\partial v}}\right)}^{2}+{\left({\frac {\partial z}{\partial v}}\right)}^{2}}.
Підінтегральний вираз
{\displaystyle \mathrm {d} S={\sqrt {EG-F^{2}}}\,\mathrm {d} u\,\mathrm {d} v}
називається елементом поверхні.
Якщо {\displaystyle S} задана явно рівнянням {\displaystyle z=\phi (x,y)}, причому {\displaystyle (x,y)} пробігають область {\displaystyle S'} (проєкцію області {\displaystyle S} на площину {\displaystyle x0y}), то:
{\displaystyle S=\iint \limits _{S^{\prime }}{\sqrt {1+p^{2}+q^{2}}}\,\mathrm {d} x\,\mathrm {d} y}, де
{\displaystyle p={\partial z \over \partial x}}, {\displaystyle q={\partial z \over \partial y}}.

## Поверхневі інтеграли 1-го та 2-го роду

### Поверхневі інтеграли 1-го роду

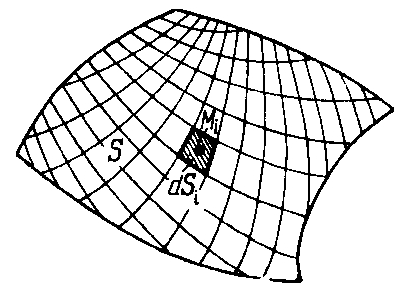
Рис. 1

Визначення поверхневого інтегралу 1-го роду.
Нехай деяка функція {\displaystyle f(x,y,z)} визначена і обмежена на гладкій поверхні {\displaystyle S}. Хай {\displaystyle Z} позначає деяке розбиття {\displaystyle S} на скінченну кількість елементарних поверхонь {\displaystyle S_{i}} (i = 1, 2 …. і) з площами {\displaystyle \Delta S_{i}}, {\displaystyle \Delta (Z)} є найбільшим діаметром елементарних поверхонь {\displaystyle S_{i}} і {\displaystyle M_{i}=(x_{i},y_{i},z_{i})} — довільна точка на відповідній елементарній поверхні (Рис. 1). Число
{\displaystyle S(Z)=\sum _{i=1}^{N}{f(x_{i},y_{i},z_{i})\Delta S_{i}}}
називається інтегральною сумою, що відповідає розбиттю {\displaystyle Z}.
Якщо існує число {\displaystyle I} з такою властивістю: для кожного {\displaystyle \epsilon >0} знайдеться таке{\displaystyle \Delta (\epsilon )>0}, що для кожного розбиття {\displaystyle Z} з {\displaystyle \Delta (Z)<\Delta }, незалежно від вибору точок {\displaystyle M_{i}} {\displaystyle |S(Z)-I|<\Delta }, то {\displaystyle I} називається поверхневим інтегралом 1-го роду від {\displaystyle f(x,y,z)} по поверхні {\displaystyle S} і записується
{\displaystyle I=\iint \limits _{S}f(x,y,z)\ \mathrm {d} s}.
Для окремого випадку підінтегрального виразу {\displaystyle f(x,y,z)\equiv 1}
число {\displaystyle I} дає площу {\displaystyle S} поверхні {\displaystyle S}.
Обчислення (зведення до подвійного інтеграла): якщо поверхня задана параметрично:
{\displaystyle x=x(u,v)}, {\displaystyle y=y(u,v)}, {\displaystyle z=z(u,v)},
причому {\displaystyle u} та {\displaystyle v} пробігають область {\displaystyle \Gamma } площини {\displaystyle u}, {\displaystyle v}
{\displaystyle I=\iint \limits _{S}f(x,y,z)\ \mathrm {d} s=\iint \limits _{\Gamma }f(x(u,v),y(u,v),z(u,v)){\sqrt {EG-F^{2}}}\,\mathrm {d} u\mathrm {d} v}.
Якщо поверхня задана явно рівнянням {\displaystyle z=\phi (x,y)} причому {\displaystyle (x,y)} пробігають область {\displaystyle S'}, то
{\displaystyle I=\iint \limits _{S}f(x,y,z)\ \mathrm {d} s=\iint \limits _{S'}f(x,y,\phi (x,y)){\sqrt {1+p^{2}+q^{2}}}\ \mathrm {d} x\mathrm {d} y}.
Аналогічні формули вірні, якщо {\displaystyle S} представлена рівняннями виду {\displaystyle x=\psi (y,z)} чи {\displaystyle y=\chi (x,z)}.

### Поверхневі інтеграли 2-го роду

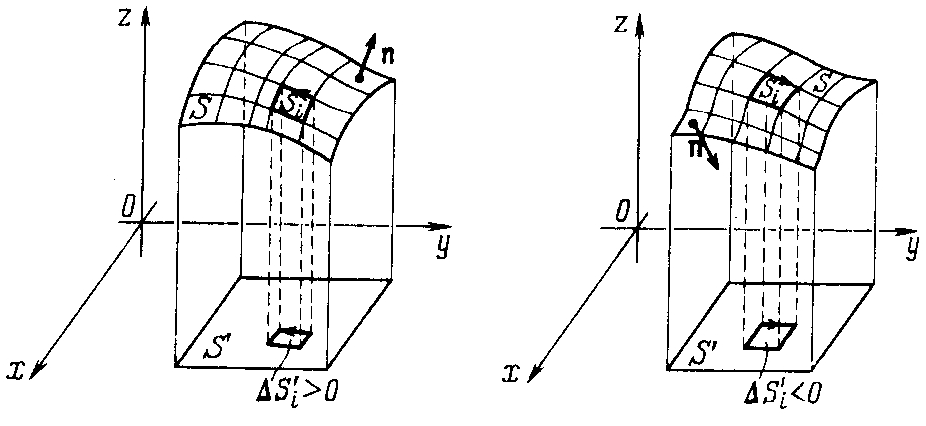
Рис. 2

Орієнтація двосторонньої незамкнутої поверхні: вибирається певна сторона поверхні {\displaystyle S}; на кожній замкнутій кривій на {\displaystyle S} визначається додатний напрям обходу так, що він разом з нормаллю вибраної сторони утворював праву трійку векторів.
Нехай в точках поверхні {\displaystyle S}, розташованої однозначно над площиною
{\displaystyle x,y} і заданою явно рівнянням {\displaystyle z=\phi (x,y)}, визначена обмежена функцією {\displaystyle f(x,y,z)}. Нехай {\displaystyle Z} є розбиття поверхні {\displaystyle S} на скінченну кількість елементарних поверхонь {\displaystyle S_{i}}, {\displaystyle (i=1,2,....n)}, {\displaystyle \Delta {Z}} — найбільший діаметр елементарних поверхонь, {\displaystyle M_{i}=(x_{i},y_{i},z_{i})} — довільна точка, вибрана на елементарній поверхні {\displaystyle S_{i}}. Якщо вибрана певна сторона поверхні і тим самим орієнтація по ній, то напрям обходу межі кожної елементарної поверхні {\displaystyle S_{i}} визначає напрям обходу в площині {\displaystyle x,y}, біля кордону проєкції {\displaystyle S'_{i}}. Площа {\displaystyle \Delta S'_{i}} цієї проєкції береться із знаком «+», якщо межа проєкції {\displaystyle S'_{i}} проходиться в додатному напрямі; інакше — із знаком «—» (Рис. 2).
Число
{\displaystyle S(Z)=\sum _{i=1}^{N}f(x_{i},y_{i},z_{i})\Delta S'_{i}}
називається інтегральною сумою, що відповідає розбиттю {\displaystyle Z}. На противагу утворенню інтегральних сум поверхневих інтегралів 1-го роду, тут {\displaystyle f(M_{i})} множиться не на площу {\displaystyle \Delta S'_{i}} (елементарній поверхні {\displaystyle S_{i}} а на взяту із знаком площа {\displaystyle \Delta S'_{i}} проєкції {\displaystyle S'_{i}} поверхні {\displaystyle S_{i}} на площину {\displaystyle x,y}.
Якщо існує число {\displaystyle I} з такою властивістю: для кожного {\displaystyle \epsilon >0} знайдеться таке {\displaystyle \Delta (\epsilon )>0}, що для кожного розбиття {\displaystyle Z} з {\displaystyle \Delta (Z)<\Delta }, незалежно від вибору точок {\displaystyle M_{i}}, завжди |{\displaystyle |S(Z)-I|<\epsilon }, то {\displaystyle I} називають поверхневим інтегралом 2-го роду від
{\displaystyle f(x,y,z)} за вибраною стороною {\displaystyle S} і пишуть
{\displaystyle \iint \limits _{S}f(x,y,z)\ \mathrm {d} x\;\mathrm {d} y}.
Якщо {\displaystyle S} не має взаємно однозначної проєкції на площину {\displaystyle x,y}, але її можна розбити на скінченну кількість поверхонь, для кожної з яких існує така проєкція, то поверхневий інтеграл по {\displaystyle S} визначається як сума інтегралів по окремих поверхнях.
Якщо {\displaystyle S} має однозначну проєкцію на площину {\displaystyle y,z} або {\displaystyle x,z}, то можна визначити аналогічно два інших поверхневих інтеграла 2-го роду:
{\displaystyle \iint \limits _{S}f(x,y,z)\ \mathrm {d} y\mathrm {d} z} та
{\displaystyle \iint \limits _{S}f(x,y,z)\ \mathrm {d} z\mathrm {d} x},
де у відповідних інтегральних сумах стоять площі проєкцій {\displaystyle S_{i}} на площину {\displaystyle y,z} або {\displaystyle x,z}.
Нарешті, для трьох функцій {\displaystyle P(x,y,z)}, {\displaystyle Q(x,y,z)}, {\displaystyle R(x,y,z)}, визначених на {\displaystyle S}, ці інтеграли можна додати і визначити загальніший поверхневий інтеграл другого роду:
{\displaystyle \iint \limits _{S}P\;\mathrm {d} y\;\mathrm {d} z+Q\;\mathrm {d} z\;\mathrm {d} x+R\;\mathrm {d} x\;\mathrm {d} y=\iint \limits _{S}P\;\mathrm {d} y\;\mathrm {d} z+\iint \limits _{S}Q\;\mathrm {d} z\;\mathrm {d} x+\iint \limits _{S}R\;\mathrm {d} x\;\mathrm {d} y}.

#### Обчислення поверхневого інтеграла 2-го роду (зведення до подвійного інтеграла)
1. Нехай поверхня {\displaystyle S} має явне представлення {\displaystyle z=\phi (x,y)}, причому {\displaystyle (x,y)} змінюються в області {\displaystyle S'}. Тоді поверхневий інтеграл по тій стороні {\displaystyle S}, для якої кут між нормаллю і віссю {\displaystyle z} є гострим, обчислюється так:
{\displaystyle \iint \limits _{S}f(x,y,z)\mathrm {d} x\mathrm {d} y=-\iint \limits _{S'}f(x,y,\phi (x,y)).}
Якщо вибрана інша сторона поверхні, то
{\displaystyle \iint \limits _{S}f(x,y,z)\mathrm {d} x\mathrm {d} y=\iint \limits _{S}f(x,y,\phi (x,y)).}
Аналогічні формули виходять для інших інтегралів:
{\displaystyle \iint \limits _{S}f(x,y,z)\mathrm {d} y\mathrm {d} z=-\iint \limits _{S'}f(\psi (y,z),y,z),}
де {\displaystyle S} задана рівнянням {\displaystyle x=\psi (y,z)}, {\displaystyle S'} — проєкція {\displaystyle S} на площину {\displaystyle y,z}, а поверхневий інтеграл береться по тій стороні, нормаль до якої утворює з віссю {\displaystyle x} гострий кут. Так само
{\displaystyle \iint \limits _{S}f(x,y,z)\mathrm {d} z\mathrm {d} x=-\iint \limits _{S'}f(x,\chi (z,x),y)\mathrm {d} z\mathrm {d} x,}
де {\displaystyle S} задана рівнянням {\displaystyle y=\chi (z,x)}, {\displaystyle S'} проєкція {\displaystyle S} на площину {\displaystyle x,z}, а поверхневий інтеграл береться по тій стороні, нормаль до якої складає з віссю у гострий кут.
2. Якщо поверхня {\displaystyle S} задана в параметричній формі: {\displaystyle x=x(u,v)}, {\displaystyle y=y(u,v)}, {\displaystyle z=z(u,v)}, то
{\displaystyle \iint \limits _{S}f(x,y,z)\mathrm {d} x\mathrm {d} y=\pm \iint \limits _{\Gamma }f(x(u,v),y(u,v),z(u,v))C\;\mathrm {d} u\;\mathrm {d} v}
{\displaystyle \iint \limits _{S}f(x,y,z)\mathrm {d} y\mathrm {d} z=\pm \iint \limits _{\Gamma }f(x(u,v),y(u,v),z(u,v))A\;\mathrm {d} u\;\mathrm {d} v}
{\displaystyle \iint \limits _{S}f(x,y,z)\mathrm {d} z\mathrm {d} x=\pm \iint \limits _{\Gamma }f(x(u,v),y(u,v),z(u,v))B\;\mathrm {d} u\;\mathrm {d} v}
де
{\displaystyle A={\partial (y,z) \over \partial (u,v)}}
{\displaystyle B={\partial (z,x) \over \partial (u,v)}}
{\displaystyle C={\partial (x,y) \over \partial (u,v)}}
дивись рівняння угорі, додатний знак перед інтегралом справа використовується тоді, коли орієнтація області {\displaystyle \Gamma } площини {\displaystyle u,v} відповідає орієнтації вибраної сторони. Для суми трьох інтегралів отримуємо
{\displaystyle \iint \limits _{S}P\;\mathrm {d} y\;\mathrm {d} z+Q\;\mathrm {d} z\;\mathrm {d} x+R\;\mathrm {d} x\;\mathrm {d} y=\pm \iint \limits _{\Gamma }(PA+QB+RC)\;\mathrm {d} u\;\mathrm {d} v}

### Зв'язок між поверхневими інтегралами 1-го і 2-го роду
Якщо {\displaystyle \alpha }, {\displaystyle \beta }, {\displaystyle \gamma } — кути нормалі до вибраної сторони поверхні з осями {\displaystyle x,y} і {\displaystyle z}, то
{\displaystyle \iint \limits _{S}{P\;\mathrm {d} y\;\mathrm {d} z+Q\;\mathrm {d} z\;\mathrm {d} x+R}\;\mathrm {d} x\;\mathrm {d} y=\pm {\iint \limits _{S}{(P\;\cos \alpha +Q\;\cos \beta \;+R\cos \gamma )}\;\mathrm {d} S}}
тобто поверхневий інтеграл 2-го роду, що стоїть зліва, перетвориться в поверхневий інтеграл 1-го роду, що стоїть справа.
Поверхневий інтеграл
{\displaystyle \iint \limits _{S}P\;\mathrm {d} y\;\mathrm {d} z+Q\;\mathrm {d} z\;\mathrm {d} x+R\;\mathrm {d} x\;\mathrm {d} y}

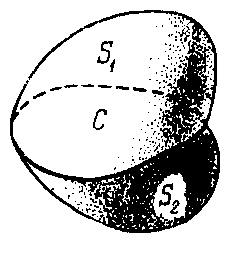
Рис. 3

має для різних незамкнутих поверхонь {\displaystyle S_{1}} і {\displaystyle S_{2}} з однією і тією ж границею {\displaystyle C} у загальному випадку різні значення (Рис. 3), тобто він в загальному випадку не обертається в нуль на замкнутій поверхні (аналогічно залежності від шляху криволінійного інтеграла). Якщо функції
{\displaystyle P,Q,R,{\partial P \over \partial x},{\partial Q \over \partial y},{\partial R \over \partial z}}
неперервні в однозв'язній просторовій області {\displaystyle V} (тобто в області, яка разом з кожною замкнутою поверхнею містить також і область, обмежену цією поверхнею), то поверхневий інтеграл по всякій замкнутій поверхні {\displaystyle S} в {\displaystyle V} обертається в нуль тоді і тільки тоді, коли
{\displaystyle {\partial P \over \partial x}+{\partial Q \over \partial y}+{\partial R \over \partial z}=0}

## Геометричні і фізичні застосування поверхневого інтеграла

### Об'ємтіла
Об'єм {\displaystyle \!V} тіла ({\displaystyle \!V}), обмеженого кусково гладкими поверхнями {\displaystyle \!S}, можна різними способами обчислити як поверхневий інтеграл другого роду:
{\displaystyle V=\iint _{S}z\;dx\;dy}
чи
{\displaystyle V=\iint _{S}x\;dy\;dz}
чи
{\displaystyle V=\iint _{S}y\;dz\;dx}
або
{\displaystyle V={1 \over 3}\iint _{S}x\;dy\;dz+y\;dz\;dx+z\;dx\;dy}
при цьому інтеграли слід брати по зовнішній стороні поверхні {\displaystyle S}.

### Центр тяжіння та сила притягання
Якщо поверхня {\displaystyle \!S} покрита масою з поверхневою густиною {\displaystyle \delta (x,y,z)}, то повна маса поверхні {\displaystyle S} дорівнює
{\displaystyle M=\iint _{S}\delta (x,y,z)\;dS}
координати {\displaystyle \!(\xi ,\eta ,\zeta )} центру тяжіння дорівнюють
{\displaystyle \xi ={1 \over M}\iint _{S}x\delta (x,y,z)\;dS}
{\displaystyle \eta ={1 \over M}\iint _{S}y\delta (x,y,z)\;dS}
{\displaystyle \zeta ={1 \over M}\iint _{S}z\delta (x,y,z)\;dS}
компоненти сили притягання {\displaystyle \!F} цього розподілу маси, що діє на матеріальну точку {\displaystyle M=(x_{0},y_{0},z_{0})} одиничної маси, дорівнюють
{\displaystyle F_{x}=\gamma \iint _{S}{{x-x_{0}} \over r^{3}}\;dS}
{\displaystyle F_{y}=\gamma \iint _{S}{{y-y_{0}} \over r^{3}}\;dS}
{\displaystyle F_{z}=\gamma \iint _{S}{{z-z_{0}} \over r^{3}}\;dS}
{\displaystyle \gamma =const}